# جرم (حقوق)
جُرم یا بِزِه، پدیدۀ اجتماعی جهانی است که معمولا برای جرایم نوجوانان زیر ۱۸ سال به‌کار برده می‌شود. در همه جوامع انسانی اصطلاح بِزِهکار در مورد افرادی به‌کار برده می‌شود که اَعمال خلاف قانون یا موازین مذهبی آن جامعه انجام می‌دهند. در کشور ایران بزهکاری به مجموعه کل جرایمی گفته می‌شود که در صورت ارتکاب؛ مجازات‌هایی از قبیل قصاص، دیات، حدود و تعزیرات را در پی خواهد داشت.
اهمیت نسبی جرایم مختلف و شیوهٔ کیفر دادن فعالیت‌های مجرمانه، در طول تاریخ و در جوامع مختلف، متفاوت بوده‌است.
جرم و جنایت و بزهکاری (بزه‌کاری) از مفاهیم کلیدی در حقوق کیفری، جامعه‌شناسی و روان‌شناسی جنایی هستند.

## عناصر تشکیل دهنده
عنصر در لغت به معنای اصل و حسب و جنس و مادهٔ اولیه است. برای اینکه جرمی محقق شده و قابل مجازات باشد، وجود شرایطی لازم است این شرایط به دو گروه تقسیم می‌شوند: عناصر عمومی و اختصاصی.
به لحاظ حقوقی برای آنکه فعل انسانی جرم به‌شمار آید باید؛ نخست، قانون‌گذار این فعل را جرم شناخته و کیفری برای آن مقرر کرده باشد (عنصر قانونی)؛ دوم، عمل یا ترک عمل مشخص به منصه ظهور و بروز یا کمینه به مرحله فعلیت برسد (عنصر مادی)؛ سوم، با علم و اختیار ارتکاب یافته باشد (عنصر روانی یا معنوی)؛ این عناصر که در تمامی جرایم مشترکند عناصر عمومی نام دارند.
اما عناصر و شرایط دیگری نیز در تحقق جرم مؤثرند که موسوم به عناصر اختصاصی‌اند. این عناصر در جرایم مختلف، متفاوتند و موجب تمایز و تشخیص جرائم از یکدیگر می‌شود، مثل بردن مال غیر در جرم سرقت.البته برخی از حقوق دانان و جرم شناسان به عنصر چهارم هم که عنصر (ناحق) نام دارد اعتقاد دارند که تعداد آنها کم است و مورد موافقت جمعی قرار نگرفته است در این عنصر صاحب نظران معتقد هستند که اگر جرم در جهت استیفای حق باشد که قانونگذار تعیین کرده باشد موردی برای تعقیب و مجازات نخواهد داشت.

## تعریف حقوقی
پژوهشگران حقوق هر کدام جرم را به گونه‌ای تعریف کرده‌اند. هر یک از این تعاریف، اغلب از گرایش‌های نظری مکتب‌ها خاصی نشأت گرفته شده‌است.

### مکتب عدالت مطلق
در این مکتب جرم «هر فعل مغایر اخلاق و عدالت» تعریف شده‌است. یا بنا به تعریف گارو فالو یکی از بنیان‌گذاران دانش جرم‌شناسی، جرم عبارتست از تعرض به احساس اخلاقی بشر یعنی «جریحه دار کردن آن بخش از حس اخلاقی که احساسات بنیادی نوع خواهانه یعنی شفقت و درستکاری را شامل می‌شود.»

## تاریخچه
ماهیت رفتار مجرمانه معمولاً توسط مقامات دولتی تعریف می‌شود. با این حال، در فرهنگ‌های مختلف، ماهیت جرایم متفاوت است. در طول تاریخ نیز، جرایم بسیار تفاوت کرده‌اند؛ به‌ویژه جانشینی نظام اجتماعی صنعتی به‌جای جوامع سنتی روستایی، باعث تغییر ماهیت جرایم در بسیاری از کشورها شده‌است.

### جرایم دراروپا
در اروپای پیش از انقلاب صنعتی، بزرگ‌ترین جرایم، که بالاترین کیفرها را دریافت می‌کردند، ماهیت مذهبی داشتند، یا جرایمی بودند که علیه اموال و دارایی فرمانروا یا طبقهٔ بالا صورت می‌گرفتند. بدعت در دین (اعلام عقاید مذهبی غیرمسیحی)، تجاوز به مقدسات، کفرگویی، سرقت اموال کلیسا؛ برای زمان طولانی در بسیاری از کشورهای اروپایی مجازات مرگ داشت. شکار یا ماهی‌گیری، بریدن درختان و بوته‌ها، چیدن میوه‌ها در زمین‌های شاه و اشراف توسط مردم عادی نیز از جرایمی بود که در بسیاری از موارد کیفر مرگ داشت. قتل یک فرد عادی توسط دیگری جرم بااهمیت تلقی نمی‌گردید و متهم اغلب می‌توانست با پرداخت خون‌بها به خویشاوندان مقتول، جنایت خود را جبران کند. پس از انقلاب صنعتی، ماهیت جرایم نیز تغییر کرد و پس از قرن نوزدهم، دیگر کسی در اروپا به جرم کفرگویی، اعدام نمی‌شد؛ امروزه نیز جرایمی مانند سرقت اموال کلیسا تخلفات جزئی محسوب می‌شوند.

### جرایم درایران
در آبان ۱۳۹۴ رئیس سازمان زندان‌ها و اقدامات تأمینی و تربیتی کشور اعلام کرد سالانه حدود ۵۰۰ هزار نفر وارد زندان‌های کشور می‌شوند که ۷۰ درصد آنان شغل ثابت ندارند و دچار مشکلات شدید اقتصادی هستند.

#### جرم در ایران پس از اسلام
جرم در فقه اسلامی، عبارت از انجام دادن فعل یا ترک فعلی است که دین (به معنای عام) آن را منع کرده باشد. به عبارت دیگر افعال و اقوالی جرم تلقی می‌شوند که مغایر با احکام یا اوامر و نواهی اسلام باشند.

### دادرسی در ایران باستان
مفاهیم حقوقی در فرهنگ‌های کهن ایران با باورهای دینی و اعتقاد به انتقام الهی پیوند داشت (پیش از تأسیس دولت‌های ماد و پارس)، اما بعدها نظام قضائی با پشتوانه حکومت‌های متمرکز به صورت امری عرفی پذیرفته شد.

### اشکانیان
در دولت اشکانی، یک نوع قانون اساسی عرفی، قدرت مطلقه شاه را محدود می‌کرد. مشورت شاه با مجلس شیوخ در تصمیمات مهم اجباری بود و در بعضی تصمیمات مهم نیز شورائی متشکل از هر دو مجلس به نام مهستان یا مغستان ایجاد می‌شد.

## علت‌شناسی
نظریه برچسب‌زنی که فرض می‌کند برچسب زدن به فردی به عنوان مجرم؛ رفتار جنایت‌کارانه‌اش را تقویت خواهد کرد، دارای اهمیت است، زیرا مبتنی بر این اصل است که هیچ عملی ذاتاً تبهکارانه یا طبیعی نیست.

### میزان جرم
ارزیابی میزان جرم و جنایت در هر جامعه‌ای دشوار است، چون همه جرایم گزارش نمی‌شوند. برخی از جوامع، سطح جرم و جنایت بالاتری نسبت به جوامع دیگر دارند.

### جنسیت و جرم
میزان جرم در مورد زنان بسیار کمتر از مردان است. جامعه‌شناسان علت این اصل را تفاوت‌های کلی پذیرش اجتماعی بین زنان و مردان، و شرکت زیادتر مردان در عرصه عمومی دانسته‌اند.

## مفاهیم قضایی

### مجرم
مجرم یا بزهکار به کسی گفته می‌شود که مرتکب جرم یا بزه می‌شود.

### قربانی
قربانی یا بزه‌دیده (بزه‌دیده) کسی است که بر او جنایت رفته‌است. کسی که جرم یا بزه به ضرر او واقع شده‌است.
فرهنگستان ایران در سال ۱۳۲۰ واژهٔ «بزه‌دیده» را به‌جای «مَجنیٌّ‌علیه» و در سال ۱۳۱۷ هجری شمسی واژهٔ «بزه» را به‌جای «جرم»، و «بزهکار» را به‌جای «مجرم» برگزید.

### انواع جرایم
- جرم مدنی به افعالی گفته می‌شود که به دیگری زیان رسانده و شخص را به جبران آن زیان ملتزم می‌داند. با اینکه در جرایم کیفری معمولاً وجود عمد و سوءنیت مجرم لازم است در جرایم مدنی ممکن است بر اثر بی‌احتیاطی و اهمال صورت پذیرند.[۸]
- جرم یا تخلف انتظامی به نقض مقررات صنفی یا گروهی اجتماعاتی که شخص در آن عضو است گفته می‌شود. ارتکاب این‌گونه جرایم در مراجع خاص همان گروه‌ها رسیدگی می‌شود و مجازات‌های متنوعی از توبیخ و تذکر تا اخراج دائم از گروه را ممکن است در پی داشته باشد.[۹]
- جرایم یقه‌سفیدان و قدرتمندان به جرایمی گفته می‌شود که توسط افرادی که در قشرهای مرفه‌تر جامعه مانند طبقهٔ بالا و طبقه متوسط قرار دارند؛ انجام می‌شوند.
- جرایم سازمان‌یافته به شکل‌های نهادینه‌شدهٔ فعالیت مجرمانه گفته می‌شود که بسیاری از ویژگی‌های سازمان‌های رسمی در آن ظاهر می‌شوند، اما فعالیت‌هایی که انجام می‌شود به‌طور منظم غیرقانونی هستند.
- جرایم بی قربانی، به فعالیت‌هایی گفته می‌شود که افراد کم‌وبیش آزادانه به آن‌ها اشتغال می‌ورزند، اما به عنوان فعالیت‌های غیرقانونی تعریف شده‌اند.
- جرایم عمومی به فعالیت مجرمانه (از نظر قانون‌گذار) گفته می‌شود که قربانی خاصی نداشته و به کل جامعه و خواست آن اعم از باورها، عفت عمومی، امنیت روانی و غیره زیان می‌رساند[۱۰]
- جرم مستمر ،جرمی است که با تمام عناصر آن، لحظه‌به‌لحظه تکرار شده، هیچ نقطه پایانی جز قطعِ استمرار، برای آن قابل تصویر نیست.[۱۱]

گاه نیز جرایم را بر حسب شدت آن‌ها با نام‌های متفاوتی مشخص می‌کنند. برای مثال، در قانون مجازات عمومی سابق ایران جرایم به ترتیب شدت به جنایت، جنحه و خلاف تقسیم می‌شدند یا در قانون جزای افغانستان، جرایم با توجه به شدت به سه دسته «جنایت، جنحه و قباحت» تقسیم شده‌اند.
جرایم مذهبی هم دسته‌ای دیگر از جرایم است که بیشتر به گناه معروفند. این جرایم نقض دستورها خداوند در باور معتقدان به یک دیدگاه مذهبی است. در برخی مذاهب و برخی جوامع این اختیار به مراجع قضائی دنیوی هم داده شده که این نقض دستورها را مجازات کنند.

## جرائم سیاسی و مطبوعاتی
رسیدگی به جرایم سیاسی و مطبوعاتی علنی است و با حضور هیئت منصفه در محاکم دادگستری صورت می‌گیرد. نحوه انتخاب، شرایط، اختیارات هیئت منصفه و تعریف جرم سیاسی را قانون براساس موازین اسلامی معین می‌کند.
جرائم مطبوعاتی هم‌اکنون دردادگاه مطبوعات با حضور هیئت منصفه تشکیل می‌شود اما چون جرم سیاسی هنوز به‌موجب قانون مشخص نگردیده‌است؛ لذا رسیدگی به جرائم سیاسی همانند سایر جرائم عمومی است
- به موجب آخرین اطلاعات طرح جرم سیاسی نیز از طرف قوه قضائیه به مجلس شورای اسلامی ارائه شده و کلیات آن به تصویب مجلس رسیده‌است[۱۵] و[۱۶]
- برخی از حقوقدانان طرح یادشده را کافی نمی‌دانند چرا که بیشترین مصادیق جرائم سیاسی در آن پیش‌بینی نشده‌است[نیازمند منبع]